# El Cerrito, Lagos de Moreno
El Cerrito är en ort i Mexiko.   Den ligger i kommunen Lagos de Moreno och delstaten Jalisco, i den centrala delen av landet, 400 km nordväst om huvudstaden Mexico City. El Cerrito ligger 1 919 meter över havet och antalet invånare är 252.
Terrängen runt El Cerrito är platt åt sydost, men åt nordväst är den kuperad. Runt El Cerrito är det ganska tätbefolkat, med 56 invånare per kvadratkilometer. Närmaste större samhälle är Lagos de Moreno, 12,7 km söder om El Cerrito. Trakten runt El Cerrito består till största delen av jordbruksmark.